# 奧西拉
奧西拉（英語：Ocilla）是一個位於美國喬治亞州歐文縣的城市。根據2010年美國人口普查，該地人口為3414人，而該地的面積約為6.70平方千米。同時該地也是歐文縣的縣治。

## 地理
奧西拉的座標為35°55′12″N 83°15′00″W / 35.92000°N 83.25000°W，而該地的平均海拔高度為106米（即348英尺）。